# ProPublica
ПроПубліка (англ. ProPublica) — американська неприбуткова організація, розташована в Нью-Йорку. Це некомерційний ньюзрум, який має на меті проведення розслідувальної журналістики в інтересах громадськості. 2010 року стала першим джерелом новин в Інтернеті, яке здобуло Пулітцерівську премію за п'єсу, написану одним із її журналістів та опубліковану в «New York Times Magazine» (недільному журнальному додатку до газети «The New York Times»), а також на сайті ProPublica.org. Організація стверджує, що її розслідування проводить трудовий колектив штатних журналістів-розслідувачів, а створені в результаті матеріали надходять інформаційним партнерам для публікації або трансляції. У деяких випадках журналісти «ProPublica» та її партнерів працюють разом над тією чи іншою історією. «ProPublica» співпрацює з більш ніж 90 різними новинними організаціями, здобувши вже п'ять Пулітцерівських премій. 

## Нагороди

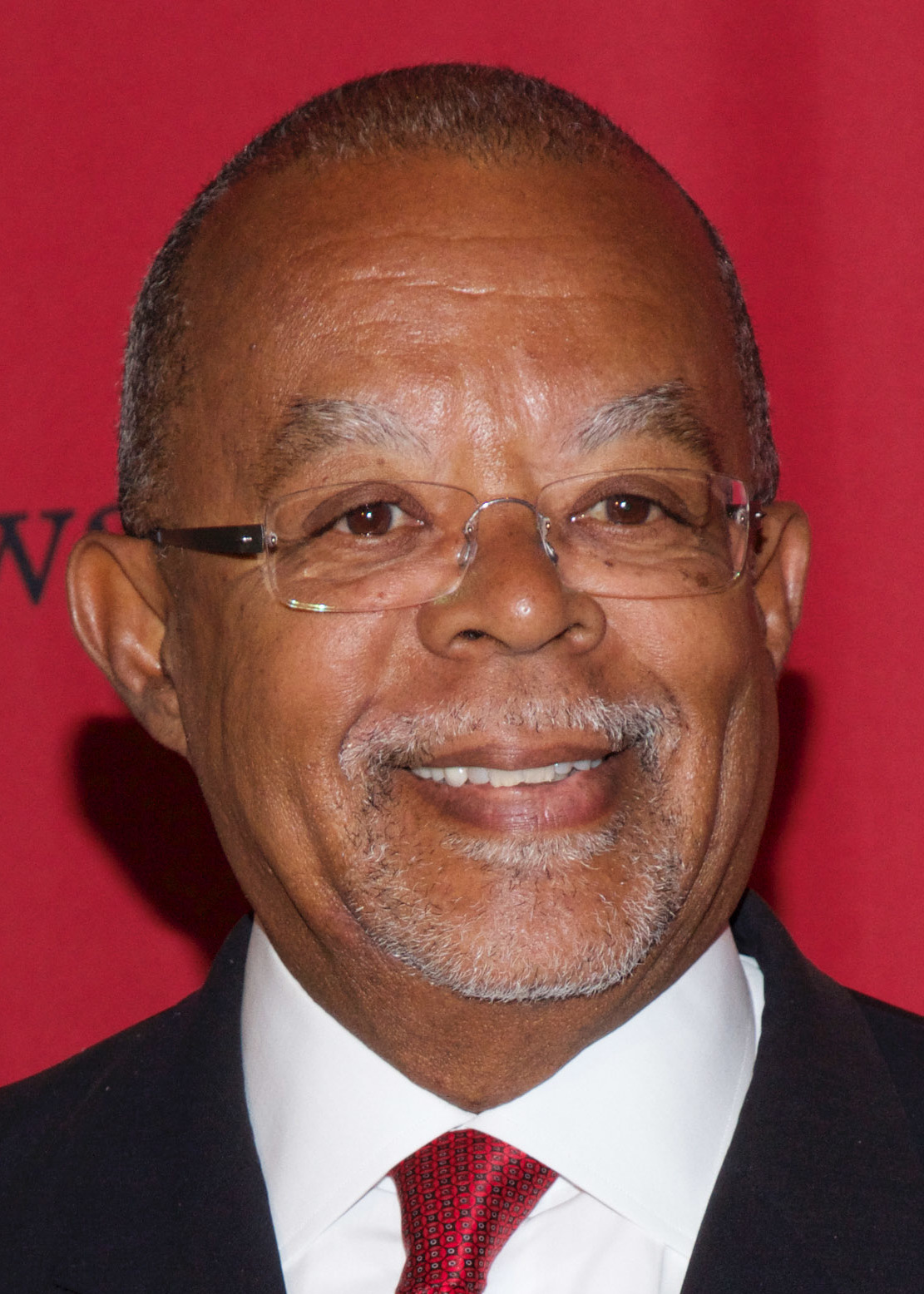
Генрі Луїс Гейтс засідає у правлінні організації.

2010 року «ProPublica» спільно з іншою інформаційною організацією, нагородженою за інший матеріал, виборола Пулітцерівську премію за журналістське розслідування за «The Deadly Choices At Memorial» — історію, яка відображає в часі невідкладні вирішення питань життя і смерті виснаженими лікарями однієї лікарні, коли вони були відрізані повіддю, спричиненою ураганом «Катріна». Її написала співробітниця «ProPublica» Шері Фінк, опублікувавши в журналі «New York Times Magazine», а також на сайті ProPublica.org. Це була перша Пулітцерівська премія, присуджена джерелу новин в Інтернеті. Стаття також отримала Національну журнальну премію за репортаж 2000 р.
2011 р. «ProPublica» здобула свою другу Пулітцерівську премію. Репортери Джессі Айзінгер і Джейк Бернштейн отримали «Пулітцерівську премію за розкриття національної теми» за їхню серію матеріалів «The Wall Street Money Machine». Це був перший випадок, коли цю премію присуджено за низку історій, не оприлюднених у друкованому вигляді.
2016 р. «ProPublica» у співпраці з «Проектом Маршалла» завоювала свою третю Пулітцерівську премію, цього разу за роз'яснювальний репортаж, за «разюче дослідження і розкриття безперестанного неналежного розслідування правоохоронними органами повідомлень про зґвалтування та браку усвідомлення ними травматичного впливу на жертв цього злочину».
2017 р. «ProPublica» і «New York Daily News» були нагороджені «Пулітцерівською премією за служіння суспільству» з приводу серії репортажів про застосування правил виселення Департаментом поліції Нью-Йорка.
2019 р. репортер «ProPublica» Ганна Драєр удостоїлася «Пулітцерівської премії за нарис» за свою серію публікацій, що тримала в полі зору іммігрантів на Лонг-Айленді, чиї життя були знівечені незграбним переслідуванням «MS-13». У травні 2020 року ProPublica отримала Пулітцерівську премію за суспільну службу за висвітлення прогалин у громадській безпеці на Алясці.